# 血脇守之助
血脇 守之助（ちわき もりのすけ、1870年3月2日（明治3年2月1日） - 1947年（昭和22年）2月24日）は、日本の歯科医師。日本歯科医師会会長。東京歯科大学の創立者の一人。明治後期から昭和初期にかけて日本の近代歯科医療制度の確立に尽力した。また、野口英世のパトロンとして知られる。

## 年譜
- 1870年3月2日（明治3年2月1日）、下総国南相馬郡我孫子驛（現・千葉県我孫子市）に加藤誠之助・たきの長男として生まれる[1]。父誠之助は代々名主を務めた秋山家出身で、旅籠屋を代々営んでいた加藤家に婿入りした。守之助が4歳の時に母たきが病死。土地の風習から父誠之助は加藤家を離れ、守之助は以後祖父の栄助・いわ夫婦によって育てられた[1][2]。
- 1878年（明治11年）4月、我孫子の尋常小学校に入学[1]。
- 1882年（明治15年）12月叔父に伴われて上京、慶應義塾童子寮・東京英学校（青山学院の前身）・明治英学校・進文学舎・共立学校（開成中学の前身）・講道館・大成学館・明治学院（ヘボン塾の後身）を経て、1888年（明治21年）4月、慶應義塾別科2級に入学、翌明治22年4月慶應義塾を卒業。8年に及ぶ東京遊学であった。この間、兵庫県神戸市出身の嘉納治五郎の門弟にもなった[2]。
- 1888年（明治21年）、18歳のとき血脇家に入り、以後血脇姓を名乗る[1]。
- 1890年（明治23年）5月、東京新報社に入社。大怪我のため4ヶ月で退社[1]。
- 1891年（明治24年）1月、新潟・三条町の米北教校に英語教師として赴任[1]。米北教校は東本願寺の僧侶の機関学校で、三条町では唯一の中等教育を施す学校であった。
- 1892年（明治25年）、三条で医師田原利と出会い、歯科医師になることを決意[2]。
- 1894年（明治27年）、三条を離れ上京、高山歯科医学院に入学[1]。翌1895年（明治28年）、歯科医師免許を取得し、高山歯科医学院講師兼幹事に就任[1]。
- 1897年（明治30年）11月、友人渡部鼎の書生だった野口清作（後の英世）が守之助を頼って会津から上京。野口の才能を認めた守之助は、高山歯科医学院の院長高山紀齋と交渉して4円の月給を7円にしてもらい、そのうち2円を野口に渡している。守之助いまだ27歳である。このとき野口には「君のおかげで昇給したよ」と告げたという。また、このあと試験に臨んで済生学舎に入学したいという野口のために、高山紀齋に医院の経営を任せてもらうよう交渉し、学費・下宿代として月額15円を捻出している。
- 1899年（明治32年）、日本医事週報社社長・川上元治郎より出張歯科診療を依頼され清国に渡る。芝罘（ちいふう）、天津、北京、上海を1年かけてまわり、翌年帰国。守之助と同行した石塚三郎はこのとき袁世凱の歯を治療している。
- 清国から戻った守之助は、今度は新天地台湾への渡航を願い出る。1895年の下関条約で台湾が日本に割譲されたばかりの頃である。しかし高山紀齋をはじめ各方面から慰留され、これを断念。「混沌の歯科界に光明を与え、錯綜する難問を解決するには君をおいてほかに人なし」とされた。
- 1900年（明治33年）7月、広瀬ソデと結婚。1917年（大正6年）までに5男3女を儲ける（うち2人は夭折）。
- 1901年（明治34年）2月、高山歯科医学院を継承する形で東京歯科医学院を設立。東京歯科医学院は現在の東京歯科大学である。同年3月には血脇歯科診療所を開設。自宅を兼ねたこの長屋には、奥村鶴吉、阪秀夫、早川可美良、遠藤至六郎、水野寛爾、長屋弘（戦後、新制初の歯学部、愛知学院大学歯学部を創設）多くの若者が食客として集った。また、清国から帰国した野口英世も一時期ここに住み込んでいたことがある。野口には、1899年（明治32年）の野口の清国渡航の際、1900年（明治33年）の野口の渡米の際と、幾度にもわたって資金を準備している。いずれも、公費を遊興や賭博で使い果たした野口が、守之助に無心した形である。
- 1902年（明治35年）からは、東京歯科医学院の門下を海外留学生として渡米･渡欧させ、学術研究の振興を図っている。
- 1907年（明治40年）、東京歯科医学院の新校舎を落成、東京歯科医学専門学校の設置認可を受ける。
- 1912年（明治45年）、日本歯科医学会の会長に就任（〜1916年（大正5年）4月）。
- 1919年（大正8年）、日本聯合歯科医師会の会長に就任[1]。
- 1922年（大正11年）、遠藤至六郎ら11人を伴って欧米を視察[1]、パリ・ベルリン・ロサンゼルスを回る。また、マルセイユに入った際には、カイゼル髭をスクウェア型に変えて、旧敵国ドイツ皇帝の象徴を見せてフランス人に悪感情を起こさせる愚を避けたといわれる（1914年 - 1918年の第一次世界大戦で仏独は敵国同士）。アメリカでは野口英世と再会、ともにハーディング大統領を表敬訪問している。このとき野口は往年の恩義を忘れず守之助を最大限に歓待、38日間の守之助の滞米中、それこそつきっきりで世話をやいた。野口の労に対し守之助は、「既往の私の世話を帳消しにしてほしい」と申し出たが、野口は「私は日本人です。恩義を忘れてはいません。それに恩義に帳消しはありません。昔のままに清作と呼び捨てにして下さい」と応えたという。
- 1926年（大正15年）、日本歯科医師会の会長に就任、以後21年にわたり歯科界の運営に尽力。医療制度および医療行政に関連する内務省衛生局・厚生省の各種審議会、調査委員会の有力メンバーとして活動した。
- 1928年（昭和3年）、野口英世客死の報。
- 1940年（昭和15年）、生家の付近に『血脇先生謝恩之碑』が建てられる[1]。この碑は後に手賀沼公園に移され、現在に至る。
- 1943年（昭和18年）、東京歯科医学専門学校校長職を奥村鶴吉に譲り、引退。
- 1947年（昭和22年）1月末からの風邪が肺炎に悪化、2月24日死去。享年77[1]。

手賀沼公園に立つ血脇先生謝恩之碑

## 著書

### 単著
- 『高山歯科医学院ノ過去及現在ノ状況』高山歯科医学院、1895年4月。全国書誌番号:40058512。
- 『米国に於ける歯科医学教育』東京歯科医学専門学校、1927年12月。全国書誌番号:47018916。

### 編集
- 『第五対脳神経解剖図』歯科学報社、1907年7月。
  - 『第五対脳神経解剖図』（再版）歯科学報社、1918年1月。全国書誌番号:43005529。
- 『歯科医師宝典』歯科学報社、1916年10月。全国書誌番号:43005492。
- 『東京歯科医学専門学校創立三十年記念祝賀論文集』歯科月報社、1921年12月。全国書誌番号:43005552。

### 校閲
- 水野寛爾『歯科生理学』歯科学報社、1906年2月。全国書誌番号:40058474。
  - 水野寛爾『歯科生理学』（増訂5版）歯科学報社、1910年5月。全国書誌番号:40058475。
  - 水野寛爾『歯科生理学』（増訂9版）歯科学報社、1912年7月。全国書誌番号:40058476。

## 関連書
- 東京歯科医学専門学校同窓会編 編『血脇校長還暦祝賀論文集』東京歯科医学専門学校同窓会、1932年。全国書誌番号:47008845。
- 血脇守之助伝編集委員会編 編『血脇守之助伝』東京歯科大学、1979年2月。全国書誌番号:79029369。

## 関連人物
- 野口英世
- 高山紀齋
- 奥村鶴吉
- 石塚三郎
- 澤田半之助